# Grb Občine Vrhnika
Grb Občine Vrhnika je upodobljen na ščitu temno modre podlage, na katerem je osrednji motiv Jazonova ladja na valovih Ljubljanice. Ladja ima belo jadro in sedem parov vesel. Ladja in jambor sta oker barve, enake barve je tudi zunanja obroba ščita. Notranja obroba ščita je bela, beli pa sta tudi dve valovnici. Preostali dve valovnici sta modre barve.